# Африканский Кубок чемпионов 1967
Африканский Кубок чемпионов 1967 — третий розыгрыш трофея для победителей первенств африканских стран. Для участия в турнире заявилось 18 команд, четыре из которых снялись до начала розыгрыша. Ещё один клуб — ливийский «Аль-Иттихад» — снялся перед играми 1/4 финала. Победителем турнира впервые в своей истории стал «ТП Энглеберт» из ДР Конго.

## Предварительный раунд
| Команда 1       | Итог  | Команда 2    | 1-й матч | 2-й матч |
| --------------- | ----- | ------------ | -------- | -------- |
| АС Фонксьоннерс | отказ | Аугустинианс |          |          |
| Сектёр 6        | 4:5   | Аль-Иттихад  | 3:2      | 1:3      |

## Первый раунд
| Команда 1       | Итог       | Команда 2        | 1-й матч | 2-й матч |
| --------------- | ---------- | ---------------- | -------- | -------- |
| Аль-Иттихад     | отказ      | Диамант          |          |          |
| Джолиба         | отказ      | Инвинсибл Элевен |          |          |
| Сент-Джордж     | отказ      | Битумастик       |          |          |
| Стад Абиджан    | 2:1        | Моделе           | 2:1      | 0:0      |
| Аль-Хиляль      | 1:4        | Олимпик          | 0:1      | 1:3      |
| АС Фонксьоннерс | 1:3        | Конакри II       | 0:2      | 1:1      |
| ТП Энглеберт    | 3:3 жребий | Абейе            | 2:0      | 1:3      |
| Асанте Котоко   | 6:2        | Сен-Луизьен      | 3:2      | 3:0      |

## Четвертьфиналы
| Команда 1    | Итог  | Команда 2     | 1-й матч | 2-й матч       |
| ------------ | ----- | ------------- | -------- | -------------- |
| Аль-Иттихад  | отказ | ТП Энглеберт  |          |                |
| Джолиба      | 2:1   | Конакри II    | 2:1      | 0:0            |
| Сент-Джордж  | 5:2   | Олимпик       | 3:2      | 2:0 тех.победа |
| Стад Абиджан | 3:8   | Асанте Котоко | 1:3      | 2:5            |

## Полуфиналы
| Команда 1     | Итог | Команда 2   | 1-й матч | 2-й матч |
| ------------- | ---- | ----------- | -------- | -------- |
| Асанте Котоко | 3:2  | Джолиба     | 1:1      | 2:1      |
| ТП Энглеберт  | 4:3  | Сент-Джордж | 3:1      | 1:2      |

## Финал
| 19 ноября 1967 | \| Асанте Котоко \| 1:1 \| ТП Энглеберт \| | Кумаси Спортс, Кумаси |
| Асанте Котоко  | 1:1                                        | ТП Энглеберт          |

| 26 ноября 1967 | \| ТП Энглеберт \| 2:2 д.в. \| Асанте Котоко \| | 20-го мая, Киншаса |
| ТП Энглеберт   | 2:2 д.в.                                        | Асанте Котоко      |

- После окончания дополнительного времени судья объявил, что на следующий день будет брошен жребий, который определит победителя, но генеральный секретарь КАФ позже принял решение, что для определения победителя будет назначен дополнительный матч. Игра должна была состояться на нейтральном поле в Яунде 27 декабря 1967 года, однако клуб «Асанте Котоко» на матч не прибыл (возможно он не был извещён Футбольной Ассоциацией Ганы). «ТП Энглеберт» был объявлен обладателем Кубка.

## Чемпион
| Победитель Африканского Кубка чемпионов 1967 |
| -------------------------------------------- |
| ТП Энглеберт 1-й титул                       |